# Irena Uherská
Irena Uherská původním jménem Piroska (maďarsky Piroska–Eiréné, 1088?–13. srpna 1134, Bithýnie) byla byzantská císařovna z uherské dynastie Arpádovců. Později byla prohlášena za svatou.

## Život
Narodila se jako jedna ze dvou dcer uherského krále Ladislava I. a Adléty, dcery Rudolfa Švábského. Záhy osiřela a jejím poručníkem se stal bratranec Koloman, nový uherský král, který také domluvil její sňatek s budoucím byzantským císařem Janem Komnenem.
Svatba se uskutečnila zřejmě v letech 1104–1105 a Piroska v novém domově přijala ortodoxní víru a jméno Irena. Vedla zbožný život, věnovala se výchově početného potomstva a charitě. Společně s manželem založila v Konstantinopoli klášter Krista Pantokratora, kde byla také roku 1134 pohřbena. Na smrtelném loži složila klášterní sliby a přijala jméno Xenie.